# Encyklopedia Szczecina
Encyklopedia Szczecina – polska encyklopedia, zawierająca hasła związane z historią i współczesnością miasta Szczecina.
Wydanie pierwsze tej encyklopedii opublikował Uniwersytet Szczeciński; tom I, A-O w 1999, zawierał 712 stron, tom II, P-Ż w 2000 – 805 s. Łącznie oba tomy zawierają 7600 haseł: 4440 (59%) rzeczowych, ok. 2700 biograficznych (36%) i ok. 330 przeglądowych (4%). Trzykrotnie wydano Suplementy – w 2003, 2007 oraz 2010.
Wydanie drugie encyklopedii z podtytułem wydanie jubileuszowe z okazji 70-lecia polskiego Szczecina (ISBN 978-83-942725-0-0), uzupełnione i poprawione zostało opublikowane jako jednotomowe w 2015 przez Szczecińskie Towarzystwo Kultury, 1333 s. Publikacja ta uwzględniła zmiany społeczne, gospodarcze, polityczne i kulturalne, mające miejsce w XXI wieku.
Redaktorem naukowym był Tadeusz Białecki.